# Ina

Ina (伊那市 Ina-shi?) este un municipiu din Japonia, prefectura Nagano.